# Abatoleon camposi
Abatoleon camposi is een insect uit de familie van de mierenleeuwen (Myrmeleontidae), die tot de orde netvleugeligen (Neuroptera) behoort. 
Abatoleon camposi is voor het eerst wetenschappelijk beschreven door Banks in 1908.